# Kosmos 111
Kosmos 111 (ros. Космос-111) – radziecka sonda kosmiczna, która miała dotrzeć do Księżyca w ramach programu Łuna. Nie zdołała opuścić orbity okołoziemskiej.

## Przebieg misji
Sonda została wystrzelona 1 marca 1966 roku z kosmodromu Bajkonur. Była to sonda tego samego typu co wystrzelona miesiąc później Łuna 10, pierwszy sztuczny satelita Księżyca. Sonda osiągnęła orbitę okołoziemską, ale człon ucieczkowy stracił kontrolę położenia podczas lotu po orbicie parkingowej, na skutek zacięcia się regulatora systemu kontrolnego w pozycji zerowej. W efekcie sonda pozostała na orbicie okołoziemskiej przez dwa dni, po czym spłonęła w atmosferze.
Radzieckim sondom, które pozostały na orbicie okołoziemskiej, nadawano oznaczenie Kosmos, niezależnie od tego jaki miał być cel misji. Zgodnie z tą praktyką sonda została nazwana Kosmos 111.

## Wyposażenie
Sonda miała stać się sztucznym satelitą Księżyca, miała siedem instrumentów naukowych. Były to: spektrometr promieniowania gamma pracujący w zakresie 0,3–3 MeV, trójosiowy magnetometr, piezoelektryczny detektor mikrometeoroidów, instrument do badań plazmy wiatru słonecznego, mierniki poziomu promieniowania podczerwonego z Księżyca, detektor niskoenergetycznego promieniowania rentgenowskiego i detektory cząstek naładowanych. Orbiter był zasilany z baterii, komunikował się z Ziemią za pomocą dwóch anten radiowych.